# Educação na Grécia Antiga
Educação na Grécia Antiga foi amplamente "democratizada" no século V aC, influenciada pelos sofistas, Platão e Isócrates. Mais tarde, no período helenístico, a educação em um ginásio foi considerada essencial para a participação na cultura grega. O valor da educação física para os antigos gregos e romanos foi historicamente único. Havia duas formas de educação na Grécia antiga: formal e informal. A educação formal foi alcançada através da frequência a uma escola pública ou por um tutor contratado. A educação informal foi fornecida por um professor não remunerado e ocorreu em um ambiente não público. A educação era um componente essencial da identidade de uma pessoa.
A educação formal grega era principalmente para homens e não escravos. Em algumas poleis, foram aprovadas leis para proibir a educação de escravos. Os espartanos também ensinavam música e dança, mas com o objetivo de melhorar sua capacidade de manobra como soldados.

## Sistema ateniense

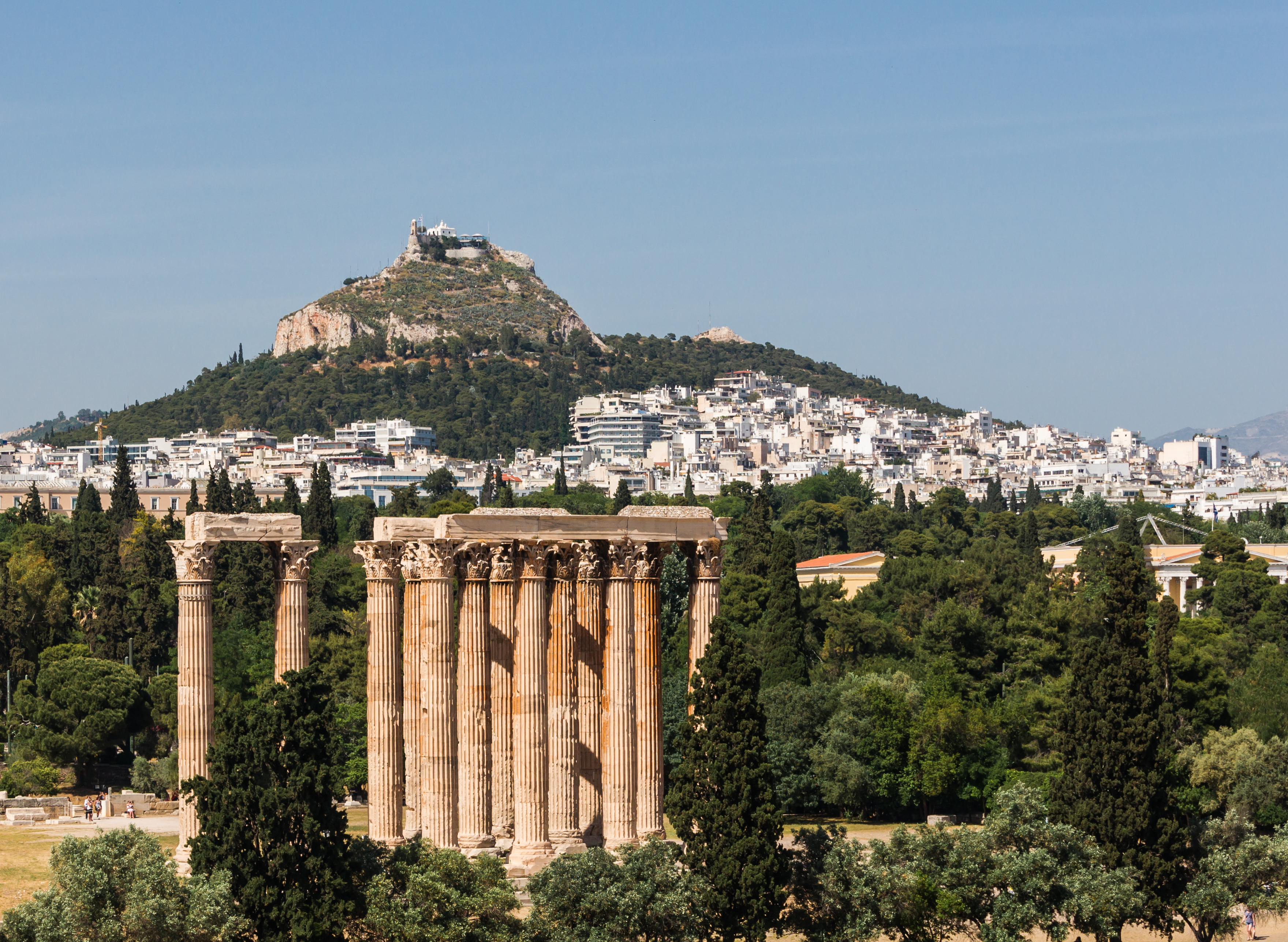
Vista de Atenas desde o Templo de Zeus Olímpico, até o Monte Licabeto

A antiga educação na Atenas clássica consistia em duas partes principais – física e intelectual, ou o que era conhecido pelos atenienses como "gymnastike" e "mousike". Gymnastike era uma educação física que espelhava os ideais dos militares – força, resistência e preparação para a guerra. Ter um corpo fisicamente apto era extremamente importante para os atenienses. Os meninos começariam a educação física durante ou logo após o início do ensino fundamental. Inicialmente, eles aprenderiam com um professor particular conhecido como tribo paga. Mais tarde, os meninos começariam a treinar no ginásio. O treinamento físico era considerado necessário para melhorar a aparência, a preparação para a guerra e a boa saúde na velhice. Por outro lado, mousike era uma combinação de música moderna, dança, letras e poesia. A mousike fornecia aos alunos exemplos de beleza e nobreza, além de apreciar a harmonia e o ritmo.
Os alunos escreviam usando uma caneta, com a qual gravavam em um quadro coberto de cera. Quando as crianças estavam prontas para começar a ler obras inteiras, frequentemente recebiam poesia para memorizar e recitar. Lendas mitopéicas, como Hesíodo e Homero, também eram altamente consideradas pelos atenienses, e seus trabalhos eram frequentemente incorporados aos planos de aula. A educação antiga carecia de estrutura pesada e só apresentava escolaridade até o nível fundamental. Quando uma criança chegava à adolescência, sua educação formal terminava. Portanto, grande parte dessa educação era informal e contava com uma simples experiência humana.

## Sistema espartano
A sociedade espartana desejava que todos os cidadãos do sexo masculino se tornassem soldados de sucesso com resistência e habilidades para defender sua pólis como membros de uma falange espartana. Há um equívoco de que os espartanos matavam crianças fracas, mas isso não é verdade. Foi um boato iniciado por Plutarco, um historiador grego, que evidentemente errou sua história. Após o exame, o conselho determinaria que a criança estava em condições de viver ou a rejeitaria, condenando-a à morte por abandono e exibição.

## Outros educadores gregos
Pitágoras foi um dos muitos filósofos gregos. Ele viveu sua vida na ilha de Samos e é conhecido por suas contribuições à matemática. Ensinou filosofia de vida, religião e matemática em sua própria escola em Crotone, uma colônia grega. A escola de Pitágoras está ligada ao teorema que afirma que o quadrado da hipotenusa (o lado oposto ao ângulo reto) é igual à soma dos quadrados dos outros dois lados. Os estudantes de Pitágoras eram conhecidos como pitagóricos.